# Гинзбург, Чарльз
Чарльз Гинзбург (27 июля 1920, Сан-Франциско — 9 апреля 1992, Юджин, Орегон) — американский изобретатель. Руководил электротехнической компанией Ampex, которая одной из первых начала выпускать видеомагнитофоны. 

## Биография
Родился в Сан-Франциско, Калифорния. В 1948 году закончил Государственный университет Сан-Хосе, получив степень бакалавра. Работал инженером на АМ-радиостанции KCBS. В 1951 году он пришёл в компанию Ampex и работал там вплоть до своей отставки в 1986 году. Гинзбург был избран членом Национальной инженерной академии США в 1973 году.

## Патенты
- U.S. Patent 3,003,025
- U.S. Patent 2,968,692
- U.S. Patent 2,956,114
- U.S. Patent 2,921,990
- U.S. Patent 2,916,547
- U.S. Patent 2,916,546
- U.S. Patent 2,866,012